# Gemeiner Pfennig
Der Gemeine Pfennig (auch: Reichspfennig) war eine Reichssteuer, die auf Betreiben Maximilians I. 1495 auf dem Reichstag zu Worms beschlossen wurde, um dem Kaiser die Mittel für die Kriege gegen Frankreich, gegen das Osmanische Reich und vor allem zum Unterhalt des Reichskammergerichts zu verschaffen.

## Name
Die Bezeichnung Gemeiner Pfennig bezieht sich auf die allgemeinere Bedeutung des Wortes Pfennig als Geld bzw. Geldabgabe, ähnlich dem Peterspfennig als Abgabe an die katholische Kirche bzw. den Papst in Rom. Gemein meint eine allgemeine Steuer bzw. Abgabe.
Die Steuer wurde als „Gemein“ bezeichnet, weil sie die Allgemeinheit, sprich alle Personen ab 15 Jahren betreffen sollte.

## Vorgeschichte
Genau wie die anderen Projekte und Vorhaben im Heiligen Römischen Reich, die zu Reformen auf dem Wormser Reichstag von 1495 führten, war auch der Gemeine Pfennig das Ergebnis von Entwicklungen und Diskussionen, die bereits seit Beginn des 15. Jahrhunderts andauerten; seine Einführung steht am Ende einer Reihe von Versuchen, das immer drängendere Problem der Reichsfinanzen dauerhaft zu lösen.

### Finanzierung der Kriege des Reiches
Mit der bis zum 15. Jahrhundert üblichen Gestellung von Reichsheeren konnten die zahlreichen militärischen Anforderungen nicht mehr erfüllt werden, wie die Niederlagen gegen die Hussiten in den Jahren 1421 und 1422 zeigten. Außerdem fand in dieser Zeit eine grundlegende Umwälzung im Militärwesen statt. An die Stelle der Heere, die durch die Lehensnehmer gestellt wurden und dem Reich kaum Kosten verursachten, traten Söldnerheere mit moderner Militärtechnik. Diese Söldnerheere mussten aber besoldet werden, was zu einer ungeheuren Aufwertung des Geldes im Bewusstsein der Zeitgenossen führte, und die Diskussion um die Kriegsfinanzen wurde eine Triebfeder für die Steuerdiskussionen dieser Zeit.

## Geschichte
Die Steuer wurde zunächst auf vier Jahre bewilligt. Als „gemeine“ (allgemeine) Steuer war sie so konzipiert, dass sie von jedem Untertanen im Heiligen Römischen Reich über 15 Jahren nach Vermögen gestaffelt erhoben werden sollte und für die Einwohner aller Territorien galt.
Je nach persönlichem Status und Vermögen war sie als Kopf-, Einkommen- und Vermögensteuer gestaltet. Ihre Einziehung erfolgte durch die römisch-katholische Kirchenadministration, über die einzelnen Pfarreien.
Der Gemeine Pfennig war nach vier Jahren wie vereinbart ausgelaufen. Die an den Reichsschatzmeister geflossenen Steuergelder erbrachten nur 43.254 Gulden. statt der erwarteten ca. zwei Millionen Gulden.
Wegen der großen Schwierigkeiten bei der Eintreibung wurde der Gemeine Pfennig bereits 1505 wieder ausgesetzt. Bis 1551 wurde er mit ebenso zweifelhaftem Erfolg noch mehrmals ausgeschrieben.

### Gründe für das Scheitern
Viele Berichte über Schwierigkeiten bei der Steuereintreibung sind im sogenannten „Buch der Gebrechen“ gesammelt. Dieses ist ein Kompilat der den Steuereinnehmern in Frankfurt am Main mitgeteilten Probleme. So geht aus diesen Berichten hervor, dass sich im Hochstift Worms die Frage ergab, welcher Landesherr in den Kondominaten des Stiftes, also in den Gebieten, die von mehreren Herren verwaltet wurden, die Steuer eintreiben sollte. Ebenso ergaben sich Probleme bei Leibeigenen, wenn diese der Gerichtsbarkeit eines anderen Herrn unterstanden, da sie sich mit Hinweis auf ein Verbot der Steuerzahlung durch ihren Herrn weigerten die Steuer zu entrichten. Andererseits versuchte der Leibherr oft gar nicht, Leibeigene in fremden Gerichtsbezirken zur Steuer heranzuziehen. In den Städten weigerten sich Ordensleute und ritterschaftliche Adlige, die Steuer zu zahlen, und gelegentlich konnten die Gebiete nicht klar bestimmt werden, in denen beispielsweise Städte das Recht der Steuereintreibung besaßen. Besonders kläglich waren die Versuche des Deutschen Ordens, die Steuer einzunehmen.
Aus den Berichten im „Buch der Gebrechen“ wird ersichtlich, dass die Steuereintreibung immer dann besonders schwierig oder sogar unmöglich war, wenn die Herrschaftsverhältnisse in einem Gebiet nicht eindeutig waren. Also immer dann, wenn die Hoheitsrechte, von der Grund- über die Leibherrschaft und die Niedergerichtsbarkeit bis hin zur Hochgerichtsbarkeit, nicht alle in einer Hand lagen, weigerten sich viele Herren, anderen konkurrierenden Herrschaften das Recht der Steuereintreibung zuzubilligen, da mit dem Recht der Steuereintreibung eigene obrigkeitliche Rechte tangiert wurden. Dieses Problem wurde noch dadurch verschärft, dass nicht klar war, welche Befugnisse für die Steuereintreibung notwendig waren. Hinzu kam, dass durch eine Nichteintreibung der Steuer den Herrschaften keinerlei finanzielle Einbußen entstanden und dem Reich die exekutiven Möglichkeiten fehlten, um die Verweigerung der Steuerzahlung zu ahnden.
Das Recht auf die Eintreibung der Steuer gegenüber anderen Obrigkeiten durchzusetzen, bedeutete einen Zugewinn an Macht und wurde als Präjudiz für andere obrigkeitliche Rechte angesehen. Deshalb wurde teilweise verbissen um dieses Recht gestritten und man verbot den eigenen Leibeigenen oder Vögten die Steuer zu entrichten oder gebot den Gemeinen Pfennig an diesen oder jenen zu entrichten. Angesichts der in den Quellen erscheinenden Probleme kann es als wahrscheinlich angesehen werden, dass der Gemeine Pfennig das Gegenteil erreichte von dem, was gewollt war. Nicht die fehlende oder wenig ausgeprägte Reichsbürokratie ließ den Gemeinen Pfennig scheitern, sondern sein Prinzip widersprach der bereits weit fortgeschrittenen Souveränität der Glieder des Reiches. Somit verfehlte er, neben dem gesicherten Finanzstrom an das Reich, auch eines seiner weiteren Ziele, nämlich den Reichsverband mit seiner ständischen Gliederung vom Kaiser bis zum einfachen Bauern zu stärken.
Nachfolger des Gemeinen Pfennigs als Reichssteuer war der Kammerzieler, der aber nur der Finanzierung des Reichskammergerichtes diente.